# Куржим
Куржим (чеш. Kuřim) град је у Чешкој Републици, у оквиру историјске покрајине Моравске. Куржим је град у оквиру управне јединице Јужноморавски крај, где припадају округу Брно-околина.
Куржим је у Чешкој Републици познат по најважнијем затвору за малолетна лица.

## Географија
Куржим се налази у југоисточном делу Чешке републике. Град је удаљен од 210 км југоисточно од главног града Прага, а од првог већег града, Брна, свега 15 км северно. Стога је Куржим највеће предграђе Брна.
Град Куржим је смештен у области западне Моравске. Надморска висина града је око 290 м, а околно подручје спој долина окружених брдима, тј. у подручју Чехоморавске висије.

## Историја
Подручје Куржима било је насељено још у доба праисторије. Насеље под данашњим називом први пут се у писаним документима спомиње 1226. године. Насеље није имало већег значаја све до 19. века.
Године 1919. Куржим је постао део новоосноване Чехословачке. У време комунизма град је нагло индустријализован. После осамостаљења Чешке дошло је до опадања активности тешке индустрије и до проблема са преструктурирањем привреде.

## Становништво
Куржим данас има око 11.000 становника и последњих година број становника у граду брзо расте. Разлог је близина града Брна, чије је Куржим предграђе.
Поред Чеха у граду живе и Словаци и Роми.

## Галерија
- Градска римокатоличка црква
- Железничка станица у Куржиму

## Партнерски градови
- Љеополдов